# Liliana Gafencu
Liliana Gafencu (Bucarest, 12 luglio 1975) è una canottiera rumena.

## Palmarès
Olimpiadi
- 3 medaglie:
  - 3 ori (otto a Atlanta 1996, otto a Sydney 2000, otto a Atene 2004).